# Leesi
Leesi is een plaats in de Estlandse gemeente Kuusalu, provincie Harjumaa. De plaats heeft de status van dorp (Estisch: küla).

## Bevolking
Het dorp had 29 inwoners op 31 december 2011 en 19 inwoners op 31 december 2021.

## Ligging
Het dorp ligt aan de westkant van het schiereiland Juminda aan de Baai van Kolga, een onderdeel van de Finse Golf.